# Vägara laht
Vägara laht ist ein natürlicher See in der Landgemeinde Saaremaa im Kreis Saare, auf der größten estnischen Insel Saaremaa. 930 Meter vom 84,1 Hektar großen See entfernt liegt der Ort Mändjala und 2,4 Kilometer entfernt die Ostsee.